# Сібільов Михайло Миколайович
Михайло Миколайович Сібільов (20 листопада 1944, Маріуполь, Сталінська область, Українська РСР — 25 травня 2025) — радянський та український вчений-правознавець, фахівець у галузі приватного права. Кандидат юридичних наук (1975), доцент (1977), член-кореспондент Національної академії правових наук України (1993). У 1993—1996/7 — завідувач кафедри цивільного права Національної юридичної академії України імені Ярослава Мудрого, а з 1994 по 1998 рік був головним ученим секретарем Академії правових наук України. Один з авторів Цивільного кодексу України. Учень професора Василя Маслова.

## Життєпис
Михайло Сібільов народився 20 листопада 1944 року в робітничій родині Маріуполя Сталінської області Української РСР. У 1966 році вступив до Харківського юридичного інституту, який закінчив через чотири роки та залишився в ньому вчитися в аспірантурі. У 1973 році випустився з аспірантури та почав працювати в інституті.
У 1974 році в рідному вузі під науковим керівництвом професора Василя Маслова він захистив кандидатську дисертацію за темою «Право на житлову площу в гуртожитку» (рос. Право на жилую площадь в общежитии). Його офіційними опонентами на захисті цієї роботи були професори Сергій Корнєєв і Шалва Чіквашвілі. У 1975 році йому був присвоєний науковий ступінь кандидата юридичних наук, а ще через два роки — вчене звання доцента. Після захисту дисертації продовжив працювати в Харківському юридичному інституті, де послідовно обіймав посади асистента, старшого викладача і доцента на кафедрі цивільного права. У 1981 році був нагороджений грамотою Президії Верховної Ради Української РСР. Одночасно з цим займався й адміністративною роботою, був заступником декана, а в 1982 році були обраний деканом факультету підготовки кадрів для Міністерства внутрішніх справ (слідчо-криміналістичного) № 3 (обіймав посаду менше ніж рік).
У 1991 році, після того, як в Українській державній юридичній академії (до 1991 року — Харківський юридичний інститут) була утворена кафедра правових основ підприємництва та фінансового права, Михайло Сібільов був переведений до неї, де обійняв посаду доцента. Однак, вже в 1993 році він став завідувачем кафедри цивільного права. Того ж року був обраний член-кореспондентом Академії правових наук України (з 2011 року — Національної), а в наступному році він був обраний головним ученим секретарем цієї наукової організації. Тоді ж був включений до складу Науково-консультаційної ради при Верховному Суді України. Брав участь у створенні проєкту Цивільного кодексу України, входив до складу редакційної колегії збірника наукових праць «Вісник Академії правових наук України». До другої половини 1990-х років займався дослідженням таких інститутів приватного права як зобов'язальне право і підприємницьке право.
Восени 1996 року вступив до докторантури. За різними відомостями пішов з посади завідувача кафедри в 1996 або в 1997 році. У 1998 році також залишив роботу на посадах головного вченого секретаря АПрН України та члена науково-консультаційної ради Верховного Суду. На парламентських виборах 1998 року балотувався в народні депутати Верховної Ради III скликання від політичної партії «Громада», але не був обраний. У той же період входив до складу правління Харківського обласного відділення Союзу юристів України.
Брав участь у написанні статей для 6-томної української «Юридичної енциклопедії», виданої в 1998—2004 роках. З 1999 року знову працював доцентом на кафедрі цивільного права Національної юридичної академії України імені Ярослава Мудрого (до 1995 — Українська державна юридична академія), займався викладацькою діяльністю. У 2005 році як один з основних авторів підручників видаваних кафедрою, разом з В. І. Борисової, І. В. Жилінкової, В. М. Ігнатенко, В. М. Крижною, С. Н. Приступою, І. В. Спасибо-Фатєєвої і В. Л. Яроцьким був удостоєний премії імені Ярослава Мудрого. У 2005 році припинив роботу в Національній юридичній академії, а вже наступного року очолив кафедру цивільно-господарського права в Харківському гуманітарно-технічному інституті (обіймав посаду до 2010 року). У 2021 році брав участь у роботі над 12-м томом Великої української юридичної енциклопедії «Сімейне право».
Помер 25 травня 2025 року у віці 80 років.